# Kned

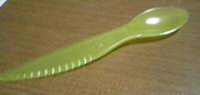
Spife

Kned eller spife är ett köksredskap som har den kombinerade funktionen hos en sked och en kniv. Det engelska namnet är ett teleskopord av de engelska orden spoon och knife. Kneden uppfanns av ZESPRI någon gång under sent 90-tal. Den används ofta för att skära upp och äta kiwi.[källa behövs]